# 15はDOKI DOKI ピンクコング
『15はDOKI DOKI ピンクコング』（いちごはドキドキ ピンクコング） は、1987年度から1989年度の下半期に文化放送で放送されていた若者向けのラジオ番組。略称「ピンコン」。
KBCラジオにも同時ネットされた（金曜日のみ別番組放送のため20時30分頃に飛び乗り。ジャンクション等はなく番組の途中からフェードインしていた）。

## 概要
15（イチゴ）世代と言われた、当時15歳前後の団塊ジュニア世代を主なリスナーターゲットにした番組。イチゴ世代に特化した番組作りを目指し、中学生を対象の中心とした「ラジオ初の中学生ワイド」として製作された。タイトルの「15」はこれに由来し、
「ピンクコング」は、「キングコング」と「ピンク」を組み合わせた造語。本番組のディレクターによると、このタイトルを決めるのにあたって「ピンクコング」というキャラクターの構想が膨らんでいったということで、「夢を持っているような、不思議な生き物。色に例えればピンク」で「ピンクコングとは、宇宙から、中学生のラブコールに応えてやって来た、遊び好きで、好奇心旺盛で、寂しがり屋でセンチな、可愛くてドジなキャラクター」というキャラクター像が出来ていたという。
プロ野球のナイターオフ限定で、1987年10月より月曜から金曜の20:00 - 21:30の時間帯で放送された。パーソナリティはバンブー竹内こと竹内靖夫アナ。ターゲットは『お遊びジョーズ』が10代後半 - 20代の若年層なのに対し、この番組では、15歳前後、つまり中高生にターゲットをしぼり、最近の流行などをテーマにして番組を構成していた。人気アイドルのコーナーも多く、旬の女性アイドルのゲスト出演などもあった。
プロ野球シーズン開幕に伴って1988年4月7日で一旦放送を終了するが、ファンの強い要望により1988年10月10日、太田英明アナがメインパーソナリティの『15はDOKI DOKI ピンクコング'88』として再登場する。人気バンドレベッカのリーダーだった土橋安騎夫などがコーナーパーソナリティとして出演し、1989年3月に終了するまで続いた。1989年4月からはナイターインシーズンに入って文化放送ライオンズナイターが始まった後も本番組のシリーズ番組『ノオチンと太田さんのピンコン二人旅』（毎週日曜日 21:30 - 22:00）がスタート、この1989年度だけは本番組は通年放送とされていた。そして1989年度は鈴木びんアナがパーソナリティの『15はDOKI DOKI ピンクコング3』として再々登場し、同年度が「ピンコン」ラストイヤーとなった。『ピンクコング3』では日替わりで出演するアイドルらタレントのパーソナリティがメインで、鈴木はあくまでそのサポートというスタイル。この年は「考え抜く」をコンセプトにして、毎日硬軟交えた様々なテーマでリスナーから意見を募集し、みんなで考え抜こうという形で行った。そして毎月15日を「15（いちご）の日」として、その日はデビューしたばかりのアイドルをゲストに迎えてのスペシャル構成で放送した。

## 主なコーナー
1987年度
- 渡辺美奈代 ピンクのケチャップ
- ライオンズびいき学園（講師・中川充四郎）- 西武ライオンズのオフシーズン情報。後の『ライオンズエキスプレス』。
- 西村知美の春〜るよ恋（→1988年4月より『ちびっこギャング(月 - 木)／ラッツファミリー桑野信義(金)のお遊びジョーズ!!』で「西村知美の今夜もパジャマ気分」を放送）
- WILD KNIGHTS男闘呼組（→1988年4月より『お遊びジョーズ!!』へ移動）
- 佐倉しおりのペンタックス・ズームアップル
- カラダ記念日（投稿ポエムコーナー）
- ピンコン危ないテレフォン
  - 毎日20:40頃から。留守番電話と番組中の生電話とで受け付けたリスナーからの声によって構成されていた[6]。

1988年度
- 真里子とひかるのチャレンジ学園夢計画（1989年は「チャレンジ学園まりかるクラブ」として同じくこの番組内で放送）
- 彩子と英明の15（イチゴ）のカンヅメ
- 理佐とノオチンのDOKIDOKIトーク1.5
- 全国ラジオ通信
  - ローカルラジオ番組を紹介。その番組のパーソナリティへのインタビューも行っていた。このコーナーの第1回は『PAO〜N ぼくらラジオ異星人』が紹介された[7]。
- DOKI DOKI 10BOYS NEXT DOOR
  - 21:10 - 21:20頃放送。女子が知りたい男子に関する情報を幅広く紹介[8]。
- 全日本学校選抜
  - 青森県のリスナーから「通っている中学校がもうすぐ廃校になるので、その記念に番組中でうちの学校名を読んで欲しい」という希望が記されたはがきを紹介したことにヒントを得て、出来たコーナー。応援したい学校とその名前を募集し、人気投票にかける。終盤までこのコーナー立ち上げのきっかけとなった青森県の中里町立内潟中学校[注釈 1]がトップを走っていたが、投票締め切り4日前に埼玉県立幸手高等学校に抜かれる。番組では抜かれた内潟中学校のリスナーと電話をつなぎ、リスナーは涙声で「生徒全員で頑張ったんだけど、人数が足りなかった。でもいい記念になりました」と話したのに対し、1988年度パーソナリティの太田英明は「電報や宅配便もあるから、まだ間に合うぞ」と励ました。その後締め切り直前になって投票はがきの他電報や宅配便も続々届き、最終発表日に内潟中学校が再び逆転し1位に輝いた[9]。

1989年度
- 本日の一押し
- 15の事件簿
  - ゲストパーソナリティが最近の自分の出来事についてフリートーク[10]。
- 明星ヤンソンアイドル情報
  - ゲストのアイドルに「こんなインタビューをしたい」という内容のはがきを寄せた中から選ばれたリスナーが記者になり、電話でゲストにインタビュー[10]。
- 考えヌキヌキコーナー
  - その日に決められたテーマに沿って、リスナー同士で電話で討論。電話出演したリスナーには、5,000円分の図書券、番組特製テレホンカード、番組特製「ビンビンヌキヌキティッシュ」が贈られた[10]。
- ピーと鳴ったらリクエスト・キャンピーズ微笑がえし
- それゆけ新ピンバンド
- まっちゃん・拓美のちょっと聞いてよ
- ナヴィとノオチンの今夜もグラッチェ

他多数

## 補足
- ナイターシーズン中のこの時間は『文化放送ライオンズナイター』の放送枠である。
- 1988年度が放送されている当時、ダンキンドーナツが本番組のスポンサーであった縁から、ダンキンドーナツとのコラボレーションによる商品「ピンコンドーナツ」が1989年2月20日から約1か月間発売されていた。発売地域は本番組の放送エリアだった首都圏と福岡県が中心。本商品のパッケージの文字もダンキンドーナツと同じコーポレートカラーであるピンクとオレンジ色で「PINKON' DONUTS BY DUNKIN' DONUTS」と記され、価格は6個入りひとパックで500円だった[11]。
- 『ピンクコング3』の時は、斉藤清六が毎週金曜日にレギュラー出演[10]。また仁藤優子（火曜日）、中山忍（金曜日）など、曜日ごとの準レギュラー出演者がいた[5]。

## 書籍
- 団塊ジュニア－－15世代白書　消費心ドキドキ、リアルな生活シーンから、とらえたマーケティングドキュメント。（辻中俊樹・編、文化放送・著、ネットワーク・著　誠文堂新光社　1988年8月刊　ISBN 978-4-416-78841-7）